# Jerzy Chodorowski
Jerzy Chodorowski (ur. 10 września 1920 w Krakowie, zm. 23 września 2011 we Wrocławiu) – polski doktor praw, docent w Instytucie Nauk Ekonomicznych Uniwersytetu Wrocławskiego, autor wielu publikacji z dziedziny prawa i ekonomii.

## Życiorys

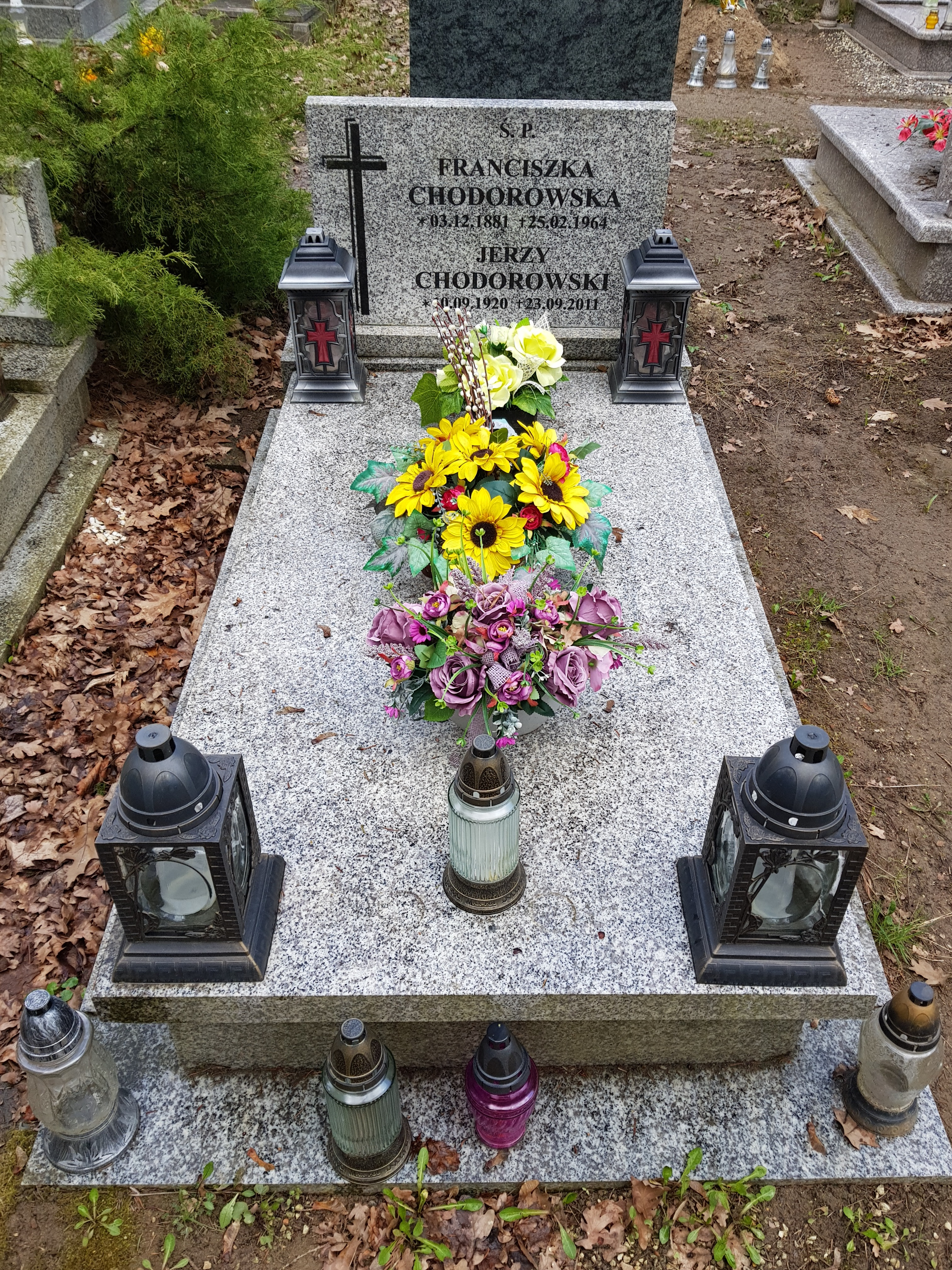
Grób Jerzego Chodorowskiego i jego matki na Cmentarzu Osobowickim we Wrocławiu

W 1938 zdał egzamin dojrzałości w Państwowym Gimnazjum im. ks. Piotra Skargi w Rohatynie i rozpoczął we Lwowie studia na Wydziale Prawa  Uniwersytetu Jana Kazimierza, które ukończył w 1944. Od 1938 filister PK!A Cresovia Leopoliensis. W czasie okupacji działał w wydziale propagandy AK okręgu lwowskiego, był laborantem  w Instytucie Badań nad Tyfusem Plamistym i Wirusami prof. Rudolfa Weigla, aż do 1959 współpracownik doktora Henryka Mosinga w lwowskim Instytucie Sanitarno-Bakteriologicznym. W grudniu 1959 w ramach repatriacji wyjechał ze Lwowa do Wrocławia w ostatnim transporcie Polaków. 20 marca 1960 zwrócił się z prośbą o przyjęcie do pracy na Wydziale Prawa Uniwersytetu Wrocławskiego. 22 marca 1960 dr Tomasz Afeltowicz wystąpił z pismem o przyznanie Chodorowskiemu stanowiska bibliotekarza w Katedrze Ekonomii Politycznej w związku z wcześniejszym zwolnieniem etatu. Reaktywator i opiekun korporacji akademickiej Cresovia Leopoliensis. 1 marca 1966 został mianowany adiunktem w Katedrze Historii Państwa i Prawa Polskiego, a 1 października 1969 w Instytucie Historii Państwa i Prawa Uniwersytetu Wrocławskiego. 1 października 1973 został przeniesiony na stanowisko adiunkta w Instytucie Ekonomii Politycznej UWr. 25 listopada 1974 zatwierdzono Jerzemu Chodorowskiemu stopień  doktora habilitowanego z ekonomii na podstawie pracy Niemiecka doktryna gospodarki wielkiego obszaru Grossraumwirtschaft 1800–1945. Na emeryturę przeszedł 1 października 1990, został pochowany na Cmentarzu Osobowickim.